# Trigonoderopsis bouceki
Trigonoderopsis bouceki är en stekelart som beskrevs av S. Ahmad och Agarwal 1994. Trigonoderopsis bouceki ingår i släktet Trigonoderopsis och familjen puppglanssteklar. Inga underarter finns listade i Catalogue of Life.